# Ulrike Gräßler
Ulrike Gräßler (Eilenburg, RDA, 17 de mayo de 1987) es una deportista alemana que compitió en salto en esquí.
Ganó dos medallas en el Campeonato Mundial de Esquí Nórdico, plata en 2009 y bronce en 2013.

## Palmarés internacional
| Campeonato Mundial | Campeonato Mundial        | Campeonato Mundial | Campeonato Mundial |
| Año                | Lugar                     | Medalla            | Prueba             |
| ------------------ | ------------------------- | ------------------ | ------------------ |
| 2009               | Liberec (República Checa) | Medalla de plata   | TN individual      |
| 2013               | Val di Fiemme (Italia)    | Medalla de bronce  | TN equipo mixto    |